# Timken Company
Timken Company er en amerikansk global producent af maskinlejer og elektriske transmissioner. Timken driver virksomhd i 42 lande. De har 20.555 ansatte.
I 1898 fik Henry Timken et patent på forbedrede maskinlejer og i 1899 blev virksomheden The Timken Roller Bearing Axle Company etableret i St. Louis.